# Begar
Begar (en francès Bégaar) és un municipi francès situat al departament de les Landes i a la regió de la Nova Aquitània.

## Demografia
| 1962                                       | 1968 | 1975 | 1982 | 1990  | 1999 | 2007  |
| ------------------------------------------ | ---- | ---- | ---- | ----- | ---- | ----- |
| 893                                        | 946  | 843  | 908  | 1.000 | 939  | 1.033 |
| Des de 1962: població sense dobles comptes |      |      |      |       |      |       |

## Administració
| Període | Identitat      | Partit |
| ------- | -------------- | ------ |
| 2001-   | Alain Labarthe |        |